# غرين

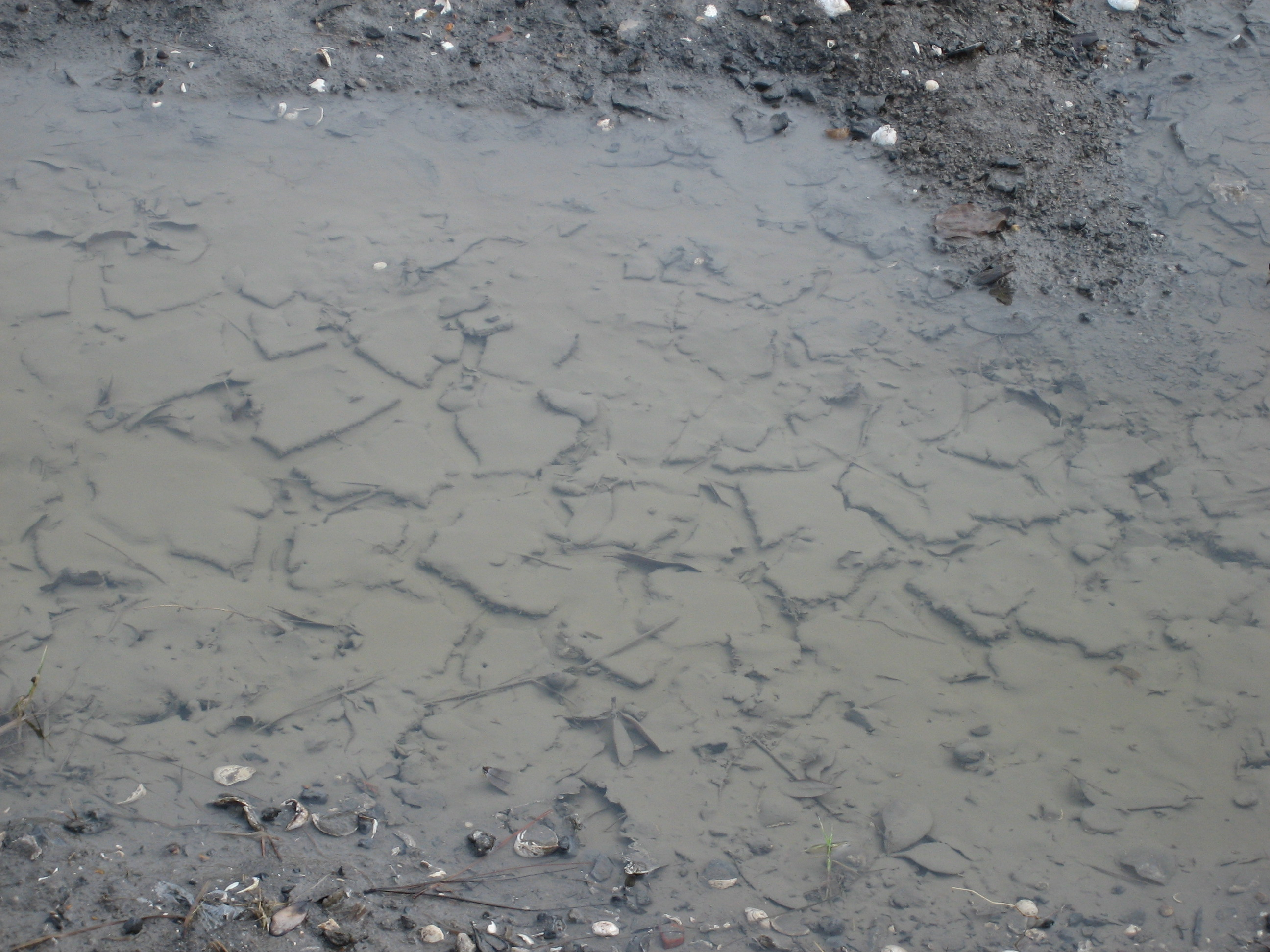

الغِرْيَن أو الطين الخشن وقد يسمى الطمي (بالإنجليزية: silt)‏ هي مواد حبيبية مصدرها الكوارتز والفلسبار والتي تتراوح أبعادها بين حبيبات الرمل والغضار. تسمى هذه المادة أيضاً الطين الخشن. الغرين هو جزيئات تربة المحمول بفعل السيول لمسافة ما ومن ثم يترسب على الأرض بعد انحسار السيل. وأغلب الغرين يحدث في المناطق الجافة كالصحاري.